# Achatia
Achatia is een geslacht van vlinders van de familie Uilen (Noctuidae), uit de onderfamilie Hadeninae.

## Soorten
- A. confusa Hübner, 1827
- A. distincta Hübner, 1813
- A. evicta Grote, 1873
- A. funebris Köhler, 1947
- A. latex Guenée, 1852
- A. mucens Hübner, 1827